# 簰洲湾镇
簰洲湾镇是中华人民共和国湖北省咸寧市嘉鱼县下辖的一个镇。

## 行政区划
簰洲湾镇下辖以下村级行政区划单位：
西正街社区、建设街社区、乡正街社区、西流街社区、王家巷村、广福庵村、东岭村、花口村、中堡村、下沙口村、庄屋岭村、新洲村、复阳村、刘家堤村、陈家坊村、金家洲村、大垸村和簰洲村。
Famous event
August 1, 1998Paizhou Bay Town, Jiayu County, Xianning City, ChinaThere was a terrible flood.